# ボアク島

ボアク島（マリンドゥケ島）の位置

ボアク島（ボアクとう、Boac Island、Marinduque Island、マリンドゥケ島とも）はフィリピン中部、ルソン島のタヤバス湾と、シブヤン海との間に浮かぶ島である。この島だけで、ミマロパ地方（MIMAROPA, Region IV-B）に属するマリンドゥク州を構成する。南にロンブロン諸島、西にミンドロ島、北から東にかけてルソン島・カラバルソン地方のケソン州と隣接している。
ボアク島はルソン島の18km沖合いにある、ほぼ円形の島である。面積は959.3km2、人口は217,392人（2000年）でフィリピンでは13番目に大きな島である。
ボアク島は、毎年のモリオネス祭（Moriones festival）で有名。

## 民族と文化
ボアク島民はタガログ人であり、タガログ語を話す。しかし海を挟んでヴィサヤ諸島と接しているため、ボアクの方言はヴィサヤ語起源の単語が多く、他のタガログ語話者からは理解されにくい。またルソン島南部ビコル半島のビコル語の影響も濃厚である。フィリピン語や英語もよく通じる。
ボアク島民は旅人をもてなす風習が濃く、他所から来た者は非常に歓迎される。友人や訪問者を歓迎し敬う風習、プトン（putong）もその典型である。もてなされる者は花の冠を頭にかぶせられ、座っている間に地元の女性たちが彼ら彼女らのためにダンスや歌を披露する。また、他人の幸福や長寿を願ってコインや花びらを投げる習慣もある。
モリオネス祭はボアク島の有名な文化である。もとは目の見えないローマ兵ロンギヌスがイエス・キリストの死を確かめるために槍を刺したところ、返り血で目が見えるようになったという奇跡（聖槍を参照）を祝った祭りである。3月から4月のイースターの間、パレードや祝い事が通りのあちこちで行われる。ガサン、ボアク、モグポグなどの街では、カラフルなローマ兵風の衣装をまとった人々が町を結ぶ道路をパレードしてゆく。ボアクの町では夕方、ロンギヌスの奇跡を再現するショーが催される。

## 経済
ボアク島は農業が主たる産業で、中でも米作とココナツ栽培が中心である。漁業も盛んである。銅などの鉱山はかつて島の重要な産業であったが、マーコッパー（Marcopper）鉱山事故のために操業を停止している。マリンドゥク州政府はマーコッパー社の親会社を訴えている。観光業は成長しつつあるものの、まだ主要産業とはいえない。

## 地理
ボアク島はほぼ円形でややハート型をした島で、北はタヤバス湾、南はシブヤン海に囲まれている。ルソン島のケソン州にあるボンドゥク半島（Bondoc Peninsula）とはモムポグ水道で隔てられている。島の東北にはさらに小さな島々、マニウアヤン島（Maniuayan）・サンタクルス島（Santa Cruz）、モムポグ島（Mompog）がある。
ボアク島で一番高い山は海抜1,157mのマリンディグ山（Mt. Malindig）。島の南端には海抜1,181mの死火山、マルランガ山（Mt. Marlanga）がある。
島の季節は11月から2月までの乾季と、6月から10月までの雨季の二つがあり、その間には過渡期の気候がある。

## 歴史
伝説では、ボアク島（マリンドゥケ島）はマリナ（Marina）とガルドゥケ（Garduke）の二人の悲劇的な恋愛の結果生まれたという。マリナの父は地元の首長で、彼女らの恋愛を認めず、ガルドゥケの首を切るよう命じた。しかし処刑の前に、二人は海に漕ぎ出してともに入水し、そこからマリンドゥケという島が生まれた。島の命名の別の説では、島は最高峰マリンディグ山から「マリンディク（Malindik）」と名づけられていたという。スペイン人の征服者がフィリピンに着いたとき、彼らはマリンディクという名前が発音しにくいと感じたため、マリンドゥク（Marinduc）になり、さらに今のマリンドゥケ（Marinduque）に変化したという。
スペインの植民地時代とアメリカ支配の初期にかけ、ボアク島はさまざまな州に所属した。16世紀にはバラヤン州（Balayan、今のバタンガス州）に、17世紀にはミンドロ州（現在のミンドロ島の二つの州）に、アメリカ人の支配の始まった1901年にはごく短い期間だけ独立した州となった。
米比戦争の間、ボアク島はアメリカ軍の強制収容所が設置された最初の島となった。[:en] ボアク島はマキシモ・アバド大佐（Maximo Abad）率いるフィリピン軍が、はるかに訓練されたアメリカ軍を破ったプラン・ルパの戦いの舞台となっている。
1902年、米比の委員会は、現在二州に分かれているミンドロ島と、現在オクシデンタル・ミンドロ州に属するルバング島とボアク島を合併させた。4ヵ月後、ボアク島はタヤバス州（現在のケソン州）の一部になった。1920年2月21日、ボアク島は再度独立した州、マリンドゥク州になった。